# Pichilemu
Pichilemu (phát âm [pitʃiˈlemu] ⓘ), trước đây là Pichilemo, là thành phố duyên hải ở miền trung Chile. Pichilemu là thủ phủ của tỉnh Cardenal Caro,. Pichilemu được thành lập ngày 22 tháng 12 năm 1891.